# Steven Zaillian
Steven Ernest Bernard Zaillian (n. 30 ianuarie 1953, Fresno, California, SUA) este un scenarist, regizor și producător de film american, de origine armenească și evreiască, laureat al Premiului Oscar, respectiv al Globului de Aur ca scenarist pentru Lista lui Schindler. A mai fost de asemenea nominalizat la Oscar pentru filmele Revenire la viață, Bandele din New York, Moneyball: Arta de a învinge și The Irishman, ca scenarist. A mai scris scenariul altor filme celebre, cum ar fi Hannibal, American Gangster și Fata cu un dragon tatuat.